# 최은숙 (펜싱 선수)
최은숙(崔恩淑, 1986년 2월 28일~)은 대한민국의 펜싱 선수이다.

## 생애
최은숙은 2005년 주니어 세계선수권 대회에 참여하여 개인전에서 은메달을 땄다. 결승전 상대는 스위스의 소피 라몽으로, 그녀는 12-15로 고개를 숙였다. 그 다음해, 최은숙은 또다시 같은 대회의 개인전 결승전에서 스위스의 티파니 게루데에게 11-15로 패하였다.
인상적인 활약을 펼친 그녀는 2005년 FIE 펜싱 세계선수권 대회를 앞두고 대한민국 성인 펜싱팀에 차출되었다. 2006년 아시안 게임의 여자 에페 단체전에서 은메달을 획득한 후 2011년까지 그녀는 국가대표팀에 차출되지 못하였다.
그녀는 2012년 하계 올림픽의 여자 에페 단체전에서 교체요원으로 참가하여 은메달을 목에 걸었다.

## 수상

### 수훈
- 체육훈장 맹호장(2020년 10월 15일)